# Citropsis gabunensis
Espèce
Citropsis gabunensis est une espèce d'agrume arbustif du genre Citropsis anciennement décrit par Engler (1895) à partir d'un spécimen recueilli en 1880 dans la région de Libreville, d'où son nom d'Orange-cerise du Gabon. Il porte des petits fruits rouges.

## Dénomination
Citropsis sp. nr. gabunensis (Engl.) Swingle & Kellerman (1914) ex Limonia gabunensis Engl. (1895). 
Synonymes: Anisifolium gabunense (Engl.) Kuntze (1903), Limonia gabunensis Engl.(1895), Citropsis tanakae Swingle & M.Kellerm.(1940)
Nom locaux: Boluma, aduma dans le bassin congolais, Adoum en pahouin, Ndimo y a lokonda vernaculaire en langue pygmée (incertain, le mot désigne aussi Citropsis articulata).

## Description

### Localisation

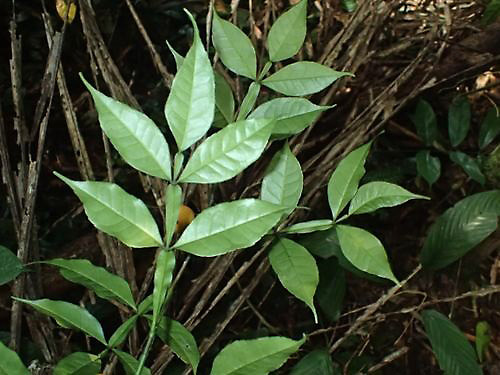
La feuille

Il est mentionné au Ghana (en déclin à cause de disparition de son habitat), en Guinée, sur le fleuve Congo (Thysville), Cabinda (Angola), au Gabon, en Côte d'Ivoire, au Liberia, en Sierra Leone et au Zaïre.
L'adaptation de la plante au climat tropical se manifeste par une moindre consommation d'eau, un niveau de photosynthèse nette, une conductance des feuilles à la vapeur d'eau inférieures à de nombreux Citrus cultivés.

### Morphologie
Un arbuste forestier épineux (une ou 2 épines à la base des feuilles) jusqu'à 6 m de haut avec très petites fleurs blanches et fruit rouge de 2,5 cm de diamètre pulpe gélatineuse avec 4 graines. Les feuilles souvent 5-foliolées aux pétioles largement ailés. La plupart des fruits contiennent de grosses graines et très peu de pulpe. L'étiquette originale de M. Gentil sur le spécimen de l'herbier de Washington note «fruits délicieux», c'est la seule mention d'un fruit comestible mis à part la variété Lacourtiana.

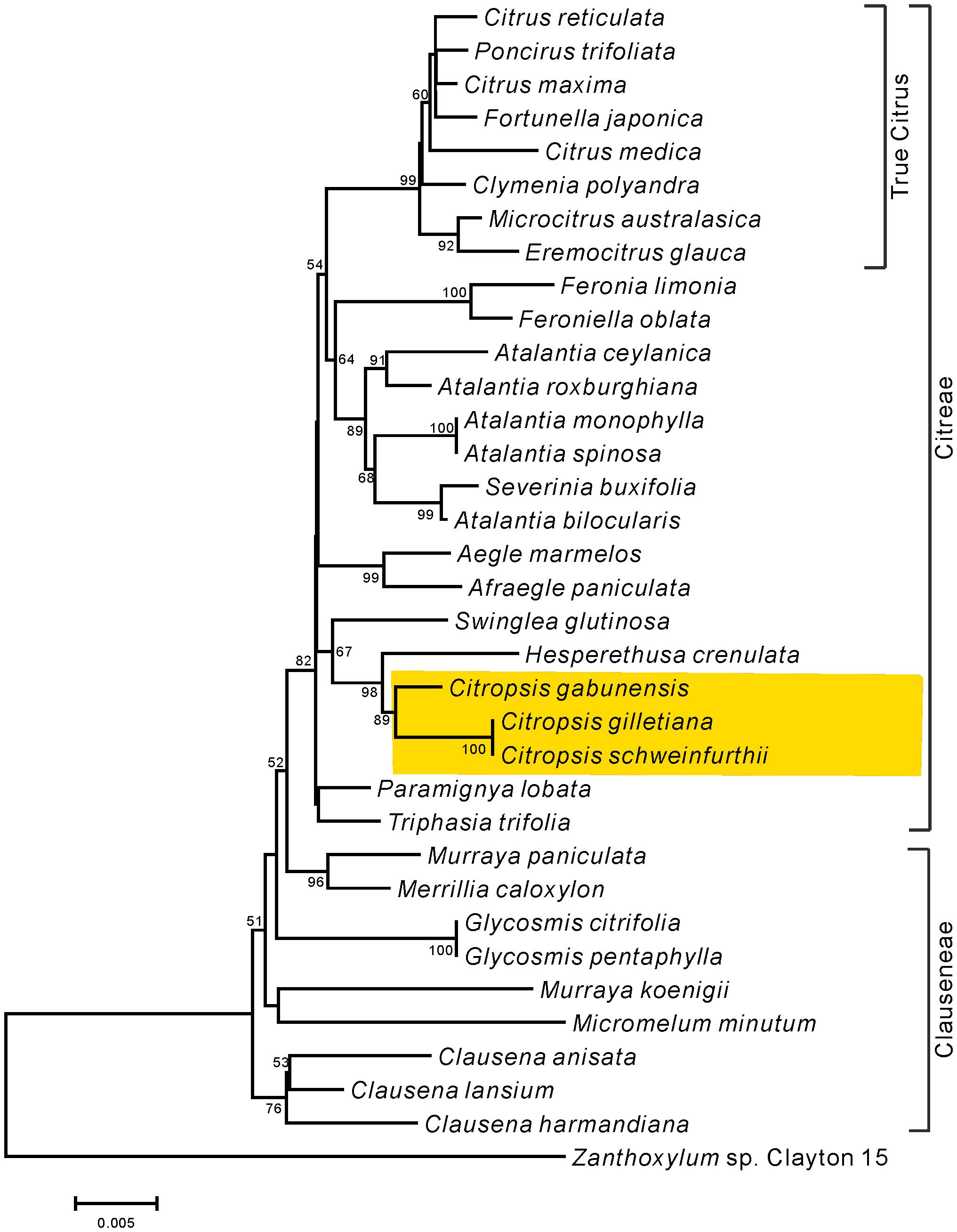
La phylogénie sur base génétique confirme la singularité de C. gabunensis par rapport à C. gilletiana et C. schweinfurthii'.

Cette espèce est le type du sous-genre Afrocitrus de Swingle avec C. zenkeri et C. le-testui., espèces proches bien démarquées des autres espèces de Citropsis.

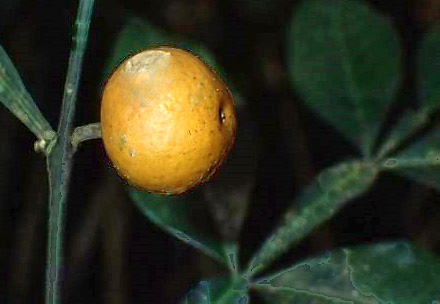
fruit mur

#### Variété congolaise sucrée
Les fruits des Citropsis gabunensis sont recouverts d'une pellicule cireuse amère et si pleins de graines qu'ils ne sont pas mangeables. Citropsis gabunensis var. Lacourtiana (de Wild.) Swingle et M. Kellerman, syn. Limonia Lacourtiana (1904) donne un fruit 2 cm décrit pas Swingle avec comme particularité une peau lisse jaune orangé à maturité et une pulpe tendre, juteuse, sucrée de saveur très agréable, avec parfois des petites graines et souvent aucune. Le spécimen conservé à Bruxelles provient de la région de Sankuru est bien différent de l'espèce type. Les fruits sont en grappes denses (pédicelles de 0,8 à 1,3 cm entassés sur un pédoncule très court).

### Interfécondité avec Citrus
Deux vieux C. gabunensis ont été greffés sur C. macrophylla en 1969. L'un a survécu jusqu'en 2007, l'autre arbre était encore vivant en. Des arbres ont bourgeonné sur C. Carrizo et C-35 en 1980.
Ling  en 1991 rapporte que des cals de parents sauvages monoembryonnés dont C. gabunensis et Severinia buxifolia ont été produits à partir d'embryons globulaires immatures. En 1994 des chercheurs japonais obtiennent des hybrides somatiques tétraploïdes (2n=36) par fusion de protoplastes de Citrus reticulata var Ponkan et de Citropsis gabunensis aux caractéristiques morphologiques intermédiaires des plantes parentales. En  2006 et 2010 des hybrides intergénétiques sont obtenus au Japon. En 2013, les premiers hybrides intergénériques diploïdes à fructification entre Citrus et Citropsis sont obtenus en grand nombre en Australie par pollinisation conventionnelle de Citrus wakonai x Citropsis gabunensis. Le taux de nouaison, de formation et de germination de graines sont élevés. 10% des hybrides enracines ont fleuri après 2 ans.

### Composition
L'écorce et la tige contiennent des composés spécifiques: la Citropremide et un alcaloïde acridone le Citropridone.

## Écologie
Il est classé vulnérable en 1996